# Belgische kampioenschappen veldrijden 2014
De Belgische kampioenschappen veldrijden 2014 werden gehouden op 11 januari en 12 januari 2014 in Waregem.

## Uitslagen

### Mannen, elite
| pos.     | renner                 | tijd |
| -------- | ---------------------- | ---- |
| Kampioen | Sven Nys               |      |
| Zilver   | Rob Peeters            |      |
| Brons    | Bart Wellens           |      |
| 4.       | Tom Meeusen            |      |
| 5.       | Jim Aernouts           |      |
| 6.       | Dieter Vanthourenhout  |      |
| 7.       | Wietse Bosmans         |      |
| 8.       | Kevin Pauwels          |      |
| 9.       | Bart Wellens           |      |
| 10.      | Michael Vanthourenhout |      |

### Mannen, beloften
| pos.     | renner            | tijd |
| -------- | ----------------- | ---- |
| Kampioen | Jens Adams        |      |
| Zilver   | Toon Aerts        |      |
| Brons    | Laurens Sweeck    |      |
| 4.       | Gianni Vermeersch |      |
| 5.       | Tim Merlier       |      |

### Vrouwen
| pos.     | renner         | tijd |
| -------- | -------------- | ---- |
| Kampioen | Sanne Cant     |      |
| Zilver   | Ellen Van Loy  |      |
| Brons    | Githa Michiels |      |

Kampioenschappen:  Wereldkampioenschappen · 
 Europese kampioenschappen · 
 Belgische kampioenschappen · 
 Nederlandse kampioenschappen
Klassementen:  Wereldbeker · 
 Superprestige · 
 Bpost bank trofee ·
 TOI TOI Cup ·
 Challenge national
Overig:  Soudal Classics
1910 · 
1911 · 
1912 · 
1913 · 
1914 · 
1915-1920 · 
1921 · 
1922 · 
1923 · 
1924 · 
1925 · 
1926 · 
1927 · 
1928 · 
1929 · 
1930 · 
1931 · 
1932 · 
1933 · 
1934 · 
1935 · 
1936 · 
1937 · 
1938 · 
1939 · 
1940 · 
1941 · 
1942 · 
1943 · 
1944 · 
1945 · 
1946 · 
1947 · 
1948 · 
1949 · 
1950 · 
1951 · 
1952 · 
1953 · 
1954 · 
1955 · 
1956 · 
1957 · 
1958 · 
1959 · 
1960 · 
1961 · 
1962 · 
1963 · 
1964 · 
1965 · 
1966 · 
1967 · 
1968 · 
1969 · 
1970 · 
1971 · 
1972 · 
1973 · 
1974 · 
1975 · 
1976 · 
1977 · 
1978 · 
1979 · 
1980 · 
1981 · 
1982 · 
1983 · 
1984 · 
1985 · 
1986 · 
1987 · 
1988 · 
1989 · 
1990 ·
1991 ·
1992 ·
1993 ·
1994 ·
1995 ·
1996 ·
1997 ·
1998 ·
1999 ·
2000 · 
2001 · 
2002 · 
2003 · 
2004 · 
2005 · 
2006 · 
2007 · 
2008 · 
2009 ·
2010 ·
2011 ·
2012 ·
2013 ·
2014 ·
2015 ·
2016 ·
2017 ·
2018 ·
2019 ·
2020 ·
2021 ·
2022 ·
2023 · 2024 · 2025